# Pillewizer (Berg)
Der Pillewizer ist ein Gratsporn mit einer Höhe von 3000 m ü. A. in der Venedigergruppe der Hohen Tauern in Salzburg. Er liegt knapp nördlich des Zwischensulzbachtörls (2918 m) in der Gemeinde Neukirchen am Großvenediger.
Der Pillewizer kann aus dem Pinzgauer Sulzbachtal bestiegen werden. Der Berg wurde nach dem Glaziologen Wolfgang Pillewizer benannt. Da der Berg ursprünglich die Höhe von 3000 Metern nicht erreichte, wurden 1988 von Bergsteigern Steine auf den Gipfel getragen, um so die 3000-Meter-Grenze zu erreichen.